# Irsen (Our)
Der Irsen ist ein 35,5 km langer und orographisch linker Nebenfluss der Our im rheinland-pfälzischen Eifelkreis Bitburg-Prüm (Deutschland).

## Geographie

### Verlauf
Der Irsen entspringt etwa zwei Kilometer westlich von Heckhuscheid auf einer Höhe von 536 m ü. NHN. Die Quelle liegt im Irsenfenn am Südwesthang des Dackscheidbergs (569,4 m ü. NHN) auf dem Gebiet der Ortsgemeinde Großkampenberg und etwa 600 m südlich der Grenze zu Belgien.
Der Irsen fließt zunächst in südliche Richtung zwischen den Ortsgemeinden Großkampenberg im Osten und Lützkampen im Westen. Nach etwa vier Kilometern schwenkt er nach Südwesten, nimmt von links den Primmerbach auf und passiert östlich Harspelt und Sevenig (Our) und westlich Roscheid. Nach weiteren vier Kilometern schwenkt er nach Südosten bis Irrhausen. Dort nimmt er von links den Mannerbach auf, fließt nun in südliche Richtung bis zum Daleidener Ortsteil Falkenauel. Hier umfließt er den Burgberg (395,7 m ü. NHN), nimmt dann bei der zu Preischeid gehörenden Machtemesmühle von rechts Heimbach und Mühlbach auf. In südliche Richtung fließend, passiert er Affler und Übereisenbach und mündet westlich von Gemünd auf 233 m ü. NHN in die Our.
Aus dem Höhenunterschied von etwa 303 Metern ergibt sich ein mittleres Sohlgefälle von 8,5 ‰. Der Irsen entwässert ein 125,39 km² großes Einzugsgebiet über Our, Sauer, Mosel und Rhein zur Nordsee.

### Zuflüsse
| Name                                   | Lage   | Länge in km | EZG in km² | Mündungshöhe in m ü. NHN | Mündung Koordinaten                                | GKZ       |
| -------------------------------------- | ------ | ----------- | ---------- | ------------------------ | -------------------------------------------------- | --------- |
| Irschgraben                            | rechts | 00,392      | 00,397     | 510                      | ⊙                                                  | 26268-112 |
| Graben                                 | links0 | 00,235      | 00,239     | 501                      | ⊙                                                  | 26268-114 |
| Fennbach                               | links0 | 01,159      | 00,870     | 489                      | ⊙                                                  | 26268-120 |
| Diedrichsborn                          | links0 | 01,048      | 01,354     | 468                      | ⊙                                                  | 26268-140 |
| Feuchtwiesengraben, auch Walterbach    | links0 | 00,944      | 00,912     | 462                      | bei Lützkampen ⊙                                   | 26268-160 |
| Wiesenbach                             | links0 | 00,910      | 00,981     | 457                      | ⊙                                                  | 26268-180 |
| Primmerbach, auch Prümer Bach          | links0 | 10,080      | 16,180     | 437                      | westlich von Herzfeld ⊙                            | 26268-200 |
| Lützkamperbach                         | rechts | 00,957      | 00,925     | 437                      | südlich von Lützkampen ⊙                           | 26268-312 |
| Bach vom Thomashaus                    | links0 | 02,170      | 01,606     | 402                      | westlich von Eschfeld ⊙                            | 26268-320 |
| Hetzbach                               | links0 | 01,962      | 01,653     | 402                      | westlich von Eschfeld ⊙                            | 26268-332 |
| Eckbach                                | rechts | 00,919      | 01,059     | 396                      | westlich von Eschfeld ⊙                            | 26268-334 |
| Seisbach                               | rechts | 01,416      | 01,488     | 379                      | westlich von Reiff ⊙                               | 26268-336 |
| Eschbach                               | links0 | 02,584      | 04,034     | 372                      | südwestlich von Reiff ⊙                            | 26268-340 |
| Hausener Bach                          | rechts | 01,141      | 00,868     | 366                      | in Irrhausen ⊙                                     | 26268-392 |
| Mannerbach                             | links0 | 10,337      | 26,505     | 359                      | in Irrhausen ⊙                                     | 26268-400 |
| Irrbach                                | rechts | 00,859      | 00,943     | 353                      | südwestlich von Irrhausen ⊙                        | 26268-520 |
| Busbach                                | links0 | 01,852      | 01,499     | 348                      | südlich von Irrhausen ⊙                            | 26268-540 |
| Teichgraben                            | rechts | 00,585      | 00,374     | 332                      | südöstlich von Daleiden ⊙                          | 26268-560 |
| Graben von der Straße                  | links0 | 01,057      | 00,494     | 320                      | südöstlich von Daleiden ⊙                          | 26268-580 |
| Olmscheider Bach                       | links0 | 02,709      | 02,565     | 307                      | südwestlich von Jucken ⊙                           | 26268-600 |
| Wurmicht, auch Danerbach               | links0 | 01,168      | 01,453     | 306                      | nordwestlich von Karlshausen ⊙                     | 26268-712 |
| Wurmichtbach                           | links0 | 02,113      | 02,823     | 302                      | nordwestlich von Karlshausen ⊙                     | 26268-720 |
| Delbach, auch Dellbach                 | links0 | 01,587      | 02,183     | 294                      | nordwestlich von Karlshausen ⊙                     | 26268-734 |
| Pletschbach                            | links0 | 01,649      | 00,919     | 290                      | nordöstlich von Sevenig bei Neuerburg ⊙            | 26268-740 |
| Fröhnbach                              | links0 | 01,541      | 00,785     | 287                      | nordöstlich von Sevenig bei Neuerburg ⊙            | 26268-752 |
| Heimbach                               | rechts | 02,730      | 02,598     | 274                      | nahe der zu Preischeid gehörenden Machtemesmühle ⊙ | 26268-760 |
| Mühlbach                               | rechts | 09,337      | 15,282     | 274                      | an der Machtemesmühle ⊙                            | 26268-800 |
| Seveniger Bach                         | links0 | 02,373      | 01,938     | 266                      | westlich von Sevenig bei Neuerburg ⊙               | 26268-920 |
| Bach vom Dauwelsheck, auch Steinerbach | links0 | 00,841      | 00,627     | 254                      | östlich von Affler ⊙                               | 26268-940 |
| Afflerbach                             | rechts | 00,951      | 00,447     | 253                      | südöstlich von Affler ⊙                            | 26268-952 |
| Emmelsbach                             | links0 | 01,184      | 01,633     | 246                      | östlich von Übereisenbach ⊙                        | 26268-969 |

Anmerkungen zur Tabelle
1. ↑  Die Gewässerdaten stammen vom GeoExplorer der Wasserwirtschaftsverwaltung Rheinland-Pfalz (Hinweise), die geographischen Daten vom Kartendienst des Landschaftsinformationssystems der Naturschutzverwaltung Rheinland-Pfalz (LANIS-Karte) (Hinweise).
2. ↑  Gewässerkennzahl, in Deutschland die amtliche Fließgewässerkennziffer mit zur besseren Lesbarkeit eingefügtem Trenner hinter dem Präfix, das einheitlich für den allen gemeinsamen Vorfluter Irsen steht.